# 費宏

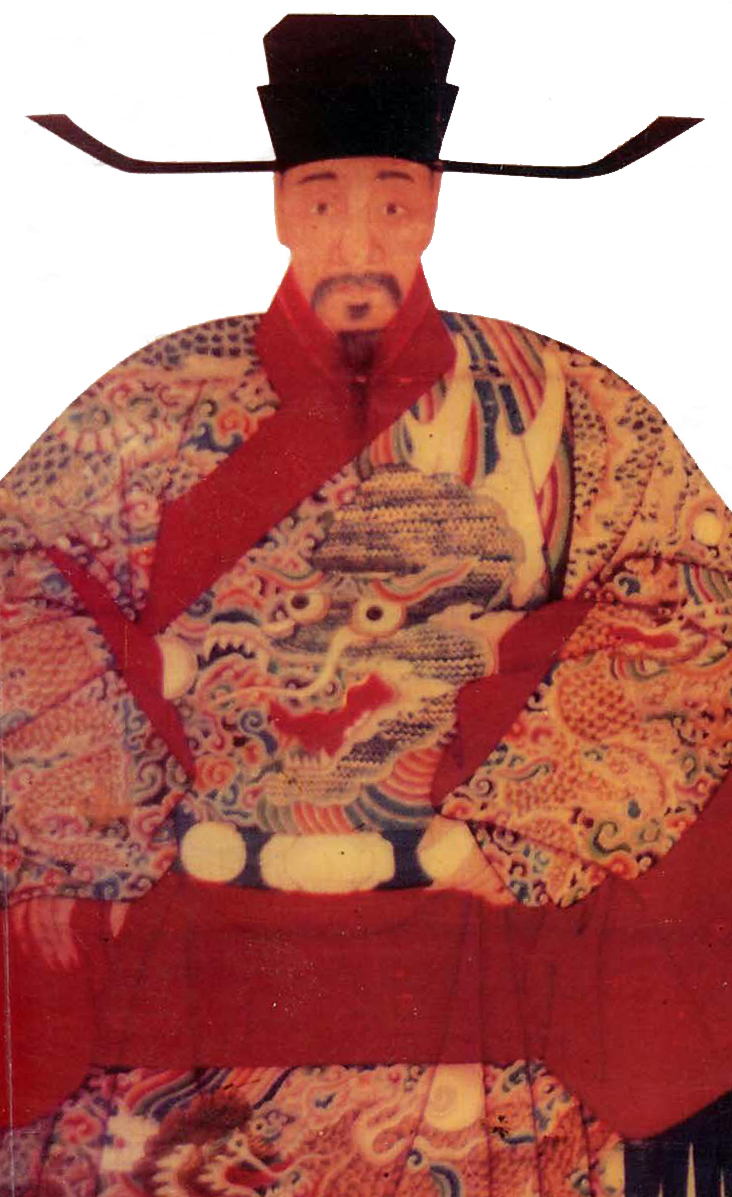

費 宏（ひ こう、成化4年（1468年） - 嘉靖14年（1535年）10月）は、明の政治家。字は子充。号は鵞湖。諡号は文憲。広信府鉛山県の人。3度にわたって内閣大学士を務めた。

## 経歴

### 青年時代
幼少時から優秀で成化19年（1484年）に16歳で郷試に合格したが、翌年の北京での会試では不合格となる。その際、既に進士となっていた伯父の夢占いに従って国子監に入り、次の成化23年（1488年）の科挙では最も優秀な状元として合格した。この年、成化帝が崩御したため、翰林院修撰であった費宏も実録編纂に参加することとなる。だが、完成直前の弘治4年（1491年）に倒れてしまう。周囲は完成まで職に留まって論功行賞を受けることを勧めるが、職を全うできないことを理由に辞職・帰郷する。4年後復帰して皇太子（後の正徳帝）に仕えるものの、その4年後には母親、翌年には父親の死去を理由に再度帰郷、最終的に復帰したのは弘治16年（1503年）のことであった。
弘治18年（1505年）、弘治帝が崩じて正徳帝が即位すると、新帝の東宮時代における功績によって翰林院侍講から太常寺少卿兼翰林院侍読に抜擢された。ところが、その頃の宮廷は劉瑾に代表される宦官勢力の影響下にあり、彼らの圧迫を受けた高官達が次々と失脚したり辞職したりしていた。その中で正徳2年（1507年）には礼部右侍郎、2年後には左侍郎に転じた。当時、礼部と宦官勢力との間で大きな問題は起きておらず、それが費宏を政治的な危険から遠ざけていた。正徳5年（1510年）8月に劉瑾が帝位簒奪の容疑で誅殺されると、翌月に費宏は礼部尚書に任ぜられた。費宏は劉瑾によって改悪された科挙制度の改革に着手するが、その際に出された意見書の中で正徳帝の側近（佞倖）であった銭寧を批判したために彼の恨みを買った。

### 1度目の入閣と失脚
正徳6年（1511年）12月文淵閣大学士を兼任して内閣の一員となる。43歳の若さ、かつ途中8年間の休職期間を挟んだ上での任命は当時の政争で多くの老臣が引退したことに加え、正徳帝との個人的関係によるところが大きかった。正徳9年（1514年）2月、礼部尚書から戸部尚書に移るが、劉瑾亡き後も力を保持した宦官勢力と銭寧に代表される佞倖勢力の対立の狭間にあって費宏を含めた内閣は手をこまねくばかりであった。そんな折、寧王朱宸濠は以前に剥奪された護衛兵の復活を求め、銭寧に対しても賄賂を贈って協力を求めた。これに対して費宏は反対論を唱えた。だが、正徳9年4月費宏は兵部尚書であった陸完に事の是非を押しつけようとしたところ、朱宸濠や銭寧を恐れた陸完はすぐに朱宸濠のために護衛兵を付けたのである。これを見た朱宸濠や銭寧は激しく費宏を憎み、5月には親戚の昇進に不正に加担したとのいいがかりをつけられた費宏は正徳帝の信任を失って辞任に追い込まれた。しかも、不幸にも朱宸濠の領国南昌は費宏の故郷の鉛山県から近かった。このため、途中で朱宸濠の手の者に乗船を襲撃されて家財を焼き払われ、帰郷後も正徳12年（1517年）には鉛山の自宅と費氏代々の墓を焼き討ちにされ、一族の中には虐殺される者も出る有様であった（『本朝分省人物考』）。このため、費宏は隠遁生活を送らざるを得なくなったのである。そのため、正徳14年（1519年）に朱宸濠が挙兵をすると、江西僉都御史王守仁の呼びかけに応えて義兵を起こし、討伐に参加している（宸濠の乱）。

### 2度目の入閣と「大礼の議」
正徳16年（1521年）、正徳帝が崩御していとこの嘉靖帝が即位すると銭寧らは誅殺され、代わりに従来の宦官や佞倖によって排除された人々が呼び戻されることになった。費宏も10月に復職するために北京に入ったが、既に宮廷では大礼の議が発生していた。大学士の首輔（筆頭）であった楊廷和ら内閣の主要メンバーと嘉靖帝は激しく対立していたが、費宏は内閣の一員としては嘉靖帝への諫言に加わっていたが、楊廷和・毛澄らのように辞職の動きには与しなかった。その結果、嘉靖3年（1524年）に楊廷和らが張璁・桂萼ら嘉靖帝を支持する人々に攻撃されて辞任すると、彼らに同調せずに辞任しなかった費宏が最古参として吏部尚書・内閣首輔に昇進して少師・太子太師を兼務した。費宏は先の朱宸濠の一件の苦い教訓から皇帝との対立をひたすら避ける態度を取り、嘉靖帝の求める父・興献王の待遇に関する要求に対して諌めることをせず、一部の修正のみでほとんどの要求に応じた。更に嘉靖帝が張璁・桂萼を翰林院学士に任じるように費宏に命じた。翰林院学士には進士の中でも第一甲（状元・榜眼・探花）と呼ばれた上位3名と第二甲・第三甲の中から朝考と呼ばれる試験を通過した庶吉士のみが翰林院修撰・翰林院侍読などを経て翰林院学士になり、それ以外の進士は地方官などに転じる例であり、既に張璁は南京刑事主事、桂萼は丹徒知県に任じられて赴任中であった。言うなれば、既に入学試験で不合格になった者に学位を与えるようなものであり、「佞倖の復活」として廷臣たちの反発が生じた。状元から内閣大学士となった費宏も強く反発したが、楊廷和や毛紀を支持した廷臣が嘉靖帝によって容赦なく処罰されたのを目の当たりにした彼は皇帝に逆らってまで自説を通す考えはなかった。費宏は窮余の策として張璁・桂萼を翰林院学士に任じることには同意したものの、編纂中の「武宗実録」などの翰林院の職務には当たらせないようにした。これによって費宏は丸く収めたつもりであったが、廷臣たちは皇帝の意向に従うだけの費宏に不満を抱き、張璁・桂萼も名ばかりの地位に追いやられたことに恨みを抱いた。

### 2度目の失脚
嘉靖4年（1525年）2月「武宗実録」は完成し、褒賞として実録編纂に参加した翰林院職員に対する昇進人事が行われたが、礼部尚書席書は翰林院検討の弟の席春が失態もないのに地方官に任命されたと不満を抱き、不平を皇帝に訴えた（皇帝の顧問団である翰林院から地方官に移されることは、制度上は昇進であっても出世の道を外れることを意味する場合もあった）。これに同情した嘉靖帝は席春の地方官転任を取りやめて翰林院修撰への昇進を認めたために、席書兄弟は人事の最終決定を行う内閣首輔・吏部尚書である費宏への反感を募らせた。この際、席書の行動を私利私欲のためではなく内閣による人事の不公正さの問題であるとこれを擁護したのは張璁・桂萼であった。これをきっかけに席書・張璁・桂萼に費宏攻撃が始まり、費宏も度々辞表を提出した。だが、詩作に通じた費宏と詩詞の議論をすることを好んでいた嘉靖帝は辞表を受理しなかったために、張璁は「詩詞は小技」と非難して政府内の対立は激化していった。これに耐え切れなくなった費宏は嘉靖6年（1527年）2月に遂に高齢を理由として辞任が認められ、故郷に戻った。

### 3度目の入閣と最期
嘉靖14年（1535年）、内閣大学士首輔であった張孚敬（張璁の改名）が病気で辞職すると、嘉靖帝は鉛山県の費宏の自宅に勅使を派遣して復帰を要請した。費宏は同年7月に北京に入り、嘉靖帝は「旧輔元臣」の銀図書を下賜して復職させた。だが、68歳の高齢で真夏にもかかわらず1ヶ月半の旅をした費宏は間もなく体調を崩し、10月に病死してしまう。嘉靖帝はこれを惜しんで諡号を授けるなど厚く遇した。
「世宗実録」における費宏薨去の記事で彼は慎み深く、自己を抑制しながらも、国家の伝統を守って適切に制度を行ったために例のない3度の内閣入りを果たしたと称賛されている（明において、3度内閣に入った例は彭時の例があるのみである）。だが、実際には正徳帝時代の失脚とその際に受けた報復から、嘉靖帝時代の最大の政治的課題であった「大礼の議」では、終始皇帝の意向に追従してその機嫌を損ねない事で自己の失脚を回避し、それを成功例として以後もひたすらその姿勢を貫き通したものであった。だが、明の内閣大学士に法的根拠がなく、他の歴代王朝の宰相よりも弱い立場にあった点を考慮すると、費宏のやり方は個人の保身の方法としては賢明であったのもまた事実であった。